# Loasa insons
Loasa insons är en brännreveväxtart som beskrevs av Eduard Friedrich Poeppig. Loasa insons ingår i släktet Loasa och familjen brännreveväxter. Inga underarter finns listade i Catalogue of Life.

## Bildgalleri

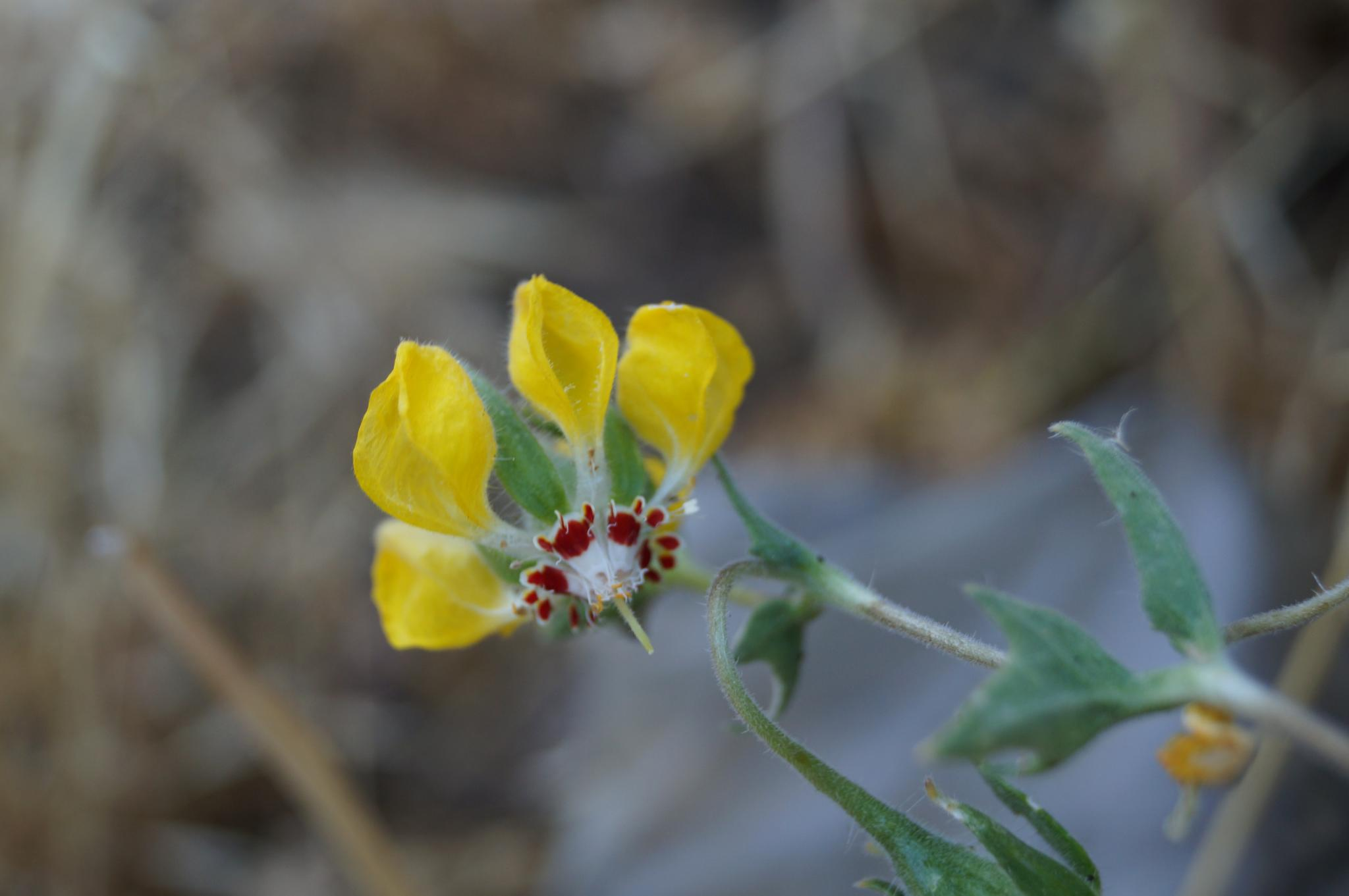